# Francisco Picoaga
Francisco de Picoaga y Arriola (Cusco,  4 de octubre de 1751 - Cusco, 19 de enero de 1815) fue un militar realista peruano. Luchó en el Alto Perú contra los patriotas rioplatenses y ascendió al alto rango de Mariscal de campo. En 1814 defendió Arequipa amenazada por los patriotas revolucionarios cusqueños, pero fue derrotado en la batalla de la Apacheta, siendo tomado prisionero. Encerrado en un convento del Cusco, murió asesinado.

## Biografía
Fue hijo del general José Picoaga y Juana Arriola. Estudió en el Seminario de San Antonio Abad del Cusco, en el cual se destacó por su inclinación a las cuestiones teológicas. A lo largo de su vida mantuvo su amor a las letras y llegó a tener una magnífica biblioteca.
Empezó su carrera militar el 23 de marzo de 1778 siendo nombrado teniente coronel del Regimiento de Caballería de Paruro. Tuvo participación distinguida durante la rebelión de Túpac Amaru II. Participó en las batallas de Huaran, Yanacocha y Saylla. En 1786 como vecino notable y de influencia fue nombrado coronel del regimiento de milicias de su ciudad, ascendiendo después a teniente coronel de ejército. Contrajo matrimonio con Antonia Suárez, natural de Madrid, hija de Antonio Suárez, fiscal de la Real Audiencia del Cusco.
En 1809, bajo las órdenes del brigadier José Manuel de Goyeneche, participó de la campaña de éste al Alto Perú y marchó a sofocar los primeros movimientos revolucionarios que estallaron en el Alto Perú (actual Bolivia). Después del triunfo realista y la ocupación de La Paz, volvió al Cusco.
Nuevamente marchó al Alto Perú al frente del primer regimiento del Cusco y bajo las órdenes de Goyeneche, para contrarrestar el avance de las fuerzas patriotas procedentes de Río de la Plata. Tuvo una considerable participación en la victoria alcanzada en Huaqui por las armas realistas el día 20 de junio de 1811. Participó también en la batalla de Sipe Sipe librada el 13 de agosto de ese mismo año y ganada también por los realistas. Obtuvo por entonces su ascenso a brigadier de infantería. Enseguida avanzó hasta Yavi donde se situó con mil hombres de vanguardia. Le salió al encuentro el coronel argentino Eustaquio Díaz Vélez, pero Picoaga, obedeciendo órdenes superiores, marchó hasta Suipacha, donde encontró el resto de su división que marchaba a reforzarle. Díaz Vélez le siguió y se encontró con Picoaga frente a frente, con el río Suipacha de por medio. A principios de 1812 Díaz Vélez inició la ofensiva pero los soldados realistas lo repelieron con disparos de sus fusiles. Picoaga decidió contraatacar el 18 de enero, pero cuando ya se disponía a hacerlo, llegó al campo el brigadier Pío Tristán, mayor general del ejército, quien dispuso que se suspendiesen las hostilidades. Picoaga regresó al cuartel general de Potosí y ocupó Chuquisaca con su división, la cual obró sobre Cochabamba donde, apoyado por otras columnas realista, sofocó sangrientamente un nueva revolución, labor que culminó en mayo de 1812.
Tras los reveses realistas de Tucumán y Salta, Goyeneche renunció al mando de las fuerzas realistas en el Alto Perú. Las tropas se disgustaron de la separación de su general, particularmente el primer regimiento del Cusco, pero Picoaga logró imponerles la disciplina, debido al influjo que ejercía sobre sus tropas. 
Los argentinos, al mando del general Manuel Belgrano, invadieron nuevamente el Alto Perú. El virrey del Perú José Fernando de Abascal, reorganizó el Ejército Real del Perú y en reemplazo de Goyeneche nombró al general español Joaquín de la Pezuela, recientemente llegado de la península ibérica. Belgrano continuó su avance y Pezuela resolvió atacarlo. Ocuparon los realistas las alturas de Vilcapugio, y descendiendo a la llanura, el 1 de octubre de 1813 al amanecer, se trabó una reñida batalla. El resultado parecía ya adverso a los realistas, cuando el primer regimiento del Cusco conducido por Picoaga, y un batallón mandado por Pedro Antonio Olañeta hicieron prodigiosos esfuerzos y destrozaron el ala izquierda enemiga. En tan críticos momentos fue cuando el escuadrón de «Castro» atacó la retaguardia de Belgrano y alcanzó la victoria. A Picoaga se le concedió el rango de mariscal de campo en el mismo campo de batalla. El 14 de noviembre de ese mismo año, Pezuela obtuvo otro triunfo en Ayohuma, en donde también se distinguió Picoaga. Luego, este fue enviado a los departamentos de Puno y Cusco a disponer el recojo de desertores y reclutar hasta dos o tres mil hombres para reemplazar las bajas, labor que evidentemente no correspondía a su alto rango. Al parecer, Pezuela le dio tal comisión para alejarlo, pues desconfiaba de los oficiales realistas nacidos en el Perú.
Cuando el 3 de agosto de 1814 estalló en el Cusco la revolución que capitanearon los hermanos Angulo, Picoaga se hallaba en su hacienda de Lucre. Los revolucionarios le propusieron que se uniese a ellos, llegando a ofrecerle un importante lugar en la dirección del gobierno y de la guerra. Picoaga, que miraba casi con escrúpulo religioso la desobediencia al Rey, prefirió abandonar su país, que fue la otra alternativa que le pusieron los rebeldes. Pasó a Lima y halagado por el virrey Abascal, decidió permanecer para ayudar a derrotar a la revolución. Marchó hacia Arequipa a fin de organizar fuerzas y recuperar la intendencia de Puno hasta donde se había extendido la revolución. Salió del Callao el 26 de septiembre de 1814 a bordo de la fragata Tomás con 100 infantes del regimiento «Real de Lima», fusiles, lanzas, municiones y dinero. El viaje demoró tanto, que cuando Picoaga y su escasa tropa llegaron a principios de noviembre, los revolucionarios cusqueños al mando del brigadier Pumacahua amagaban ya la ciudad de Arequipa.
Picoaga se puso de acuerdo con el intendente José Gabriel Moscoso y el brigadier Pío Tristán para defender Arequipa, pese a que se hallaban en desventaja frente a los patriotas, pues estos eran más numerosos y mejor armados. Se libró la batalla de la Apacheta, el 10 de noviembre, en la que Pumacahua resultó vencedor. Los patriotas ocuparon Arequipa, mientras que Picoaga y Moscoso fueron tomados prisioneros. La noticia de que una división realista al mando del general Juan Ramírez Orozco se acercaba a Puno procedente del Alto Perú, obligó a Pumacahua a retirarse prontamente para el Cusco, llevando consigo a aquellos prisioneros.
Picoaga y Moscoso fueron encerrados en el Convento de la Merced del Cusco. Ambos rechazaron airadamente las invitaciones y ventajosas promesas que les hicieron los patriotas para que se unieran a la revolución, en especial Picoaga, que era de un carácter severo e inflexible. Ante la aproximación de las tropas realistas, los patriotas cusqueños acordaron abandonar la ciudad imperial, pero antes, decidieron pasar por las armas a ambos prisioneros. No atreviéndose a hacerlo públicamente, les dispararon dentro de sus calabozos, mientras se hallaban engrilletados, lo que ocurrió en altas horas de la noche del 19 de enero de 1815. Se dice que Picoaga, en su agonía, recitaba un salmo con imperturbable serenidad. Los cadáveres de ambos amanecieron colgados de la horca de la Plaza de Armas del Cusco, de donde fueron recogidos y sepultados por la piedad de algunas personas. El cabildo de Arequipa costeó solemnes exequias para ambos. En Lima lo hicieron los deudos de Picoaga el 22 de mayo de 1815 con asistencia del virrey Abascal.

## Descendencia
De su matrimonio con Antonia Suárez tuvo dos hijos: Mercedes, que casó con el coronel del ejército español Ramón Nadal, nacido en Salta; y Julián, que llegó a ser coronel del ejército peruano y murió en Arequipa en 1836, fusilado por orden del mariscal Andrés Santa Cruz, durante la guerra por el establecimiento de la Confederación Perú-Boliviana.